# Klub Sportowy Rosa Radom
Il Klub Sportowy Rosa Radom è una società cestistica avente sede a Radom, in Polonia. Fondata nel 2003, gioca nel campionato polacco.

## Roster 2016-2017
Aggiornato al 14 marzo 2017.
|    | Naz.                   | Ruolo | Sportivo           | Anno | Alt. | Peso | Note |
| -- | ---------------------- | ----- | ------------------ | ---- | ---- | ---- | ---- |
| 8  | Polonia (bandiera)     | AG    | Robert Witka       | 1981 | 205  | 105  |      |
| 9  | Polonia (bandiera)     | AP    | Maciej Bojanowski  | 1996 | 198  |      |      |
| 10 | Stati Uniti (bandiera) | P     | Ryan Harrow        | 1991 | 188  | 73   |      |
| 14 | Ucraina (bandiera)     | C     | Ihor Zajcev        | 1989 | 210  | 99   |      |
| 15 | Polonia (bandiera)     | A     | Jaroslav Zyskowski | 1992 | 205  |      |      |
| 22 | Polonia (bandiera)     | PG    | Daniel Szymkiewicz | 1994 | 193  |      |      |
| 24 | Polonia (bandiera)     | AP    | Michał Sokołowski  | 1992 | 196  |      |      |
| 27 | Polonia (bandiera)     | C     | Michal Sadlo       | 1994 | 205  |      |      |
| 29 | Polonia (bandiera)     | G     | Filip Zegzuła      | 1994 | 188  |      |      |
| 32 | Stati Uniti (bandiera) | C     | Kim Adams          | 1982 | 201  | 105  |      |
| 34 | Polonia (bandiera)     | AG    | Lukasz Bonarek     | 1993 | 201  |      |      |
| 35 | Polonia (bandiera)     | AP    | Damian Jeszke      | 1995 | 200  |      |      |
| 55 | Stati Uniti (bandiera) | C     | Darnell Jackson    | 1985 | 205  | 115  |      |

### Staff tecnico
| Allenatore: | Wojciech Kamiński |
| Assistente: | Piotr Kardaś      |

## Cestisti
- Łukasz Majewski 2013-2015

## Palmarès
- Coppa di Polonia: 1

2016
- Supercoppa polacca: 1

2016